# Liste von Materia Medica der traditionellen mongolischen Medizin
Dies ist eine Liste von Materia Medica der traditionellen mongolischen Medizin. Die mongolische Medizin entwickelte sich aus einer Synthese medizinischer Theorien aus Tibet, der Han-Chinesen und aus dem alten Indien.
Die Angaben erfolgen (zum Teil) zusätzlich in chinesischen Schreibungen der mongolischen Bezeichnungen, Pinyin-Schreibung und in chinesischen Kurzzeichen:

## Übersicht
Quellen: cintcm.com, tcm-resources.com
- Sen Den 森登 (Xanthoceras sorbifolia [Wenguanmu 文冠木])
- Wuhere-xilusi 乌和日—西鲁斯 (Scabiosa comosa [Menggu shanluobo 蒙古山萝卜])
- Alatanhua-qiqige 阿拉坦花—其其格 (Flos trollii [Jinlianhua 金莲花])
- Angeilumosi-bireyangu 昂给鲁莫斯—毕日阳古 (Dracocephalum moldavicum [Xiangqinglan 香青兰])
- Minji-ying-sure 敏吉一茵一苏日 (Arnebia saxatilis [Zitongcao] 紫筒草)
- Baga-tarenu 巴嘎一塔日奴 (Stellera chamaejasme [Ruixian langdu 瑞香狼毒])
- Gashun-baoreqige 嘎顺—包日其格 (Sophora alopecuroides [Kudouzi 苦豆子])
- Lougemore 楼格莫日 (Phlomis umbrosa [Caosu 糙苏])
- Handagai-hele 汗达盖一合勒 (Ligularia fischeri [Shenye tuowu 肾叶橐吾])
- Aolangheibu 敖朗黑布 (Spiranthes sinensis [Shoucao 绶草])

- Moschus (Shexiang 麝香)
- Syzygium aromaticum (Dingxiang 丁香)
- Pepper longum (Bibo 荜茇)
- Amomum cardamomum (Doukou 豆蔻)
- Dracocephalum moldavicum (Xiangqinlan 香青兰)
- Strychnos nux-vomica (Maqianzi 马钱子)
- Quecksilber (Shuiying 水银)
- Aconiti kusnezoffii (Caowu 草乌) - Bei Verwendung von Aconiti kusnezoffii (Caowu 草乌) wird der Rezeptur gewöhnlich A Ru Le 阿如勒 (Terminalia chebula) (Hezi 诃子) beigegeben.[1]

## Gesundheitshinweis
Einige der Materia medica sind toxisch.